# Cilunculus cactoides
Cilunculus cactoides is een zeespin uit de familie Ammotheidae. De soort behoort tot het geslacht Cilunculus. Cilunculus cactoides werd in 1969 voor het eerst wetenschappelijk beschreven door Fry & Hedgpeth. 